# Yúliya Inozemtseva (escaladora)
Yúliya Inozemtseva (en ruso: Юлия Иноземцева) es una deportista rusa que compitió en escalada. Ganó una medalla de plata en el Campeonato Europeo de Escalada de 1992, en la prueba de velocidad.

## Palmarés internacional
| Campeonato Europeo | Campeonato Europeo   | Campeonato Europeo | Campeonato Europeo |
| Año                | Lugar                | Medalla            | Prueba             |
| ------------------ | -------------------- | ------------------ | ------------------ |
| 1992               | Fráncfort (Alemania) | Medalla de plata   | Velocidad          |